# Ambelania occidentalis
Ambelania occidentalis är en oleanderväxtart som beskrevs av J.L. Zarucchi. Ambelania occidentalis ingår i släktet Ambelania och familjen oleanderväxter. Inga underarter finns listade i Catalogue of Life.